# Trichocolletes pulcherrimus
Trichocolletes pulcherrimus är en biart som beskrevs av Michener 1965. Trichocolletes pulcherrimus ingår i släktet Trichocolletes och familjen korttungebin. Inga underarter finns listade i Catalogue of Life.

## Bildgalleri

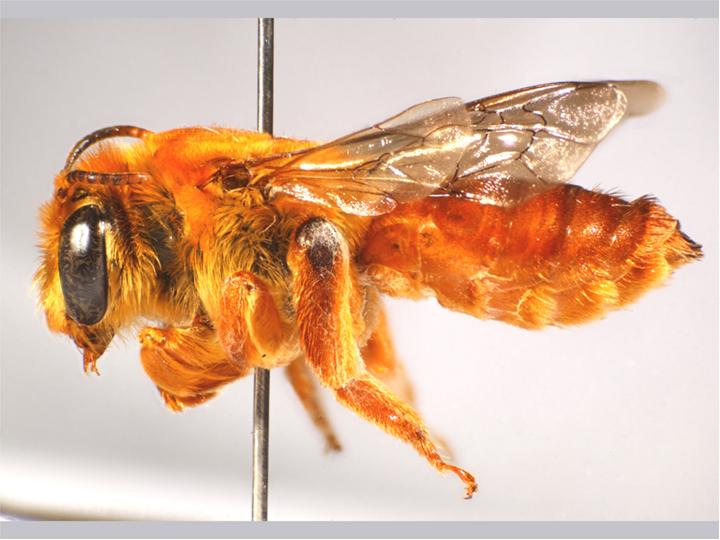
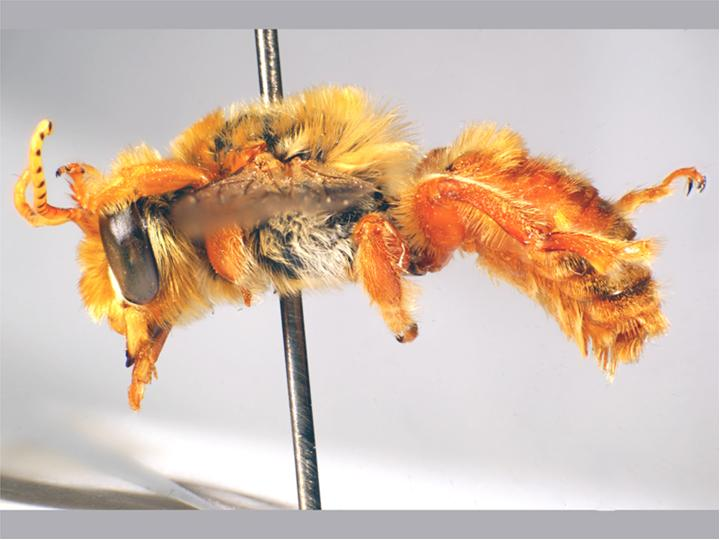
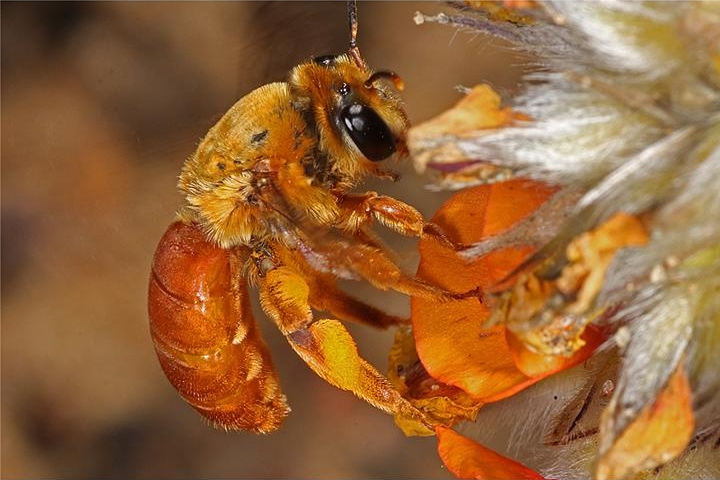
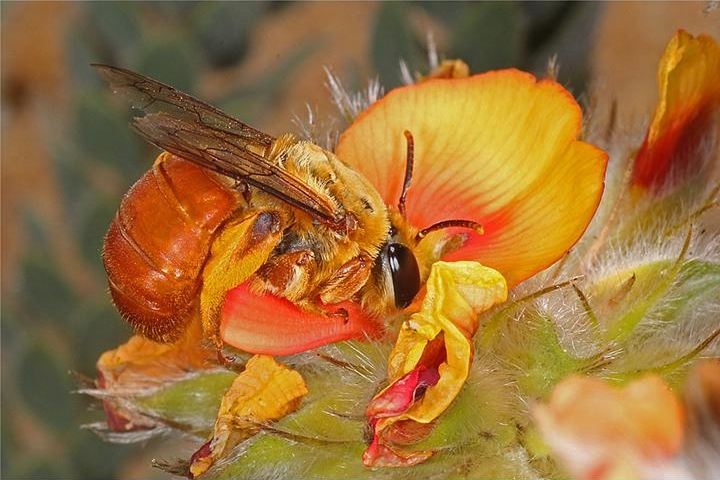